# اکرم زعیتر
اکرم زعیتر (۱۹۰۹ – ۱۱ آوریل ۱۹۹۰) سیاستمدار ملی‌گرا، روزنامه‌نگار نوگرا، تاریخ‌نگار سیاسی و ادیب عربی فلسطینی بود.

## زندگی و پیشه‌وری
در نابلس زاده شد و همان‌جا درس خواند. از دانشسرای حقوق در قدس دانش‌آموخته شد و در دبیرستان‌های فلسطین به آموزگاری پرداخت. به هنگام انقلاب ۱۹۲۹ به امور میهنی پرداخت، سردبیر روزنامهٔ مرآة الشرق چاپ قدس شد، اما کمی بعد دستگیر و به نابلس، زادگاهش تبعید گشت.

پس از تبعید، به قدس بازگشت و در روزنامهٔ الحیاة به نویسندگی پرداخت، مقالات تأثیرگذاری می‌نوشت. دوباره دستگیر و روزنامه‌اش بسته شد. به تدریس بازگشت و در دانشکده النجاح در نابلس استاد شد. در تأسیس حزب استقلال مشارکت داشت. در عراق نیز به تدریس پرداخت. زعیتر بارها دستگیر و زندانی شد، در سال ۱۹۴۸، پس از پایان قیمومیت بریتانیا بر فلسطین، وزیر معارف انتخاب شد.

او همچنین سمت‌های سفیر اردن در سوریه و ایران و افغانستان بود. وزیر خارجه در سال ۱۹۶۶، وزیر کشور در سال ۱۹۶۷، سفیر اردن در لبنان، رئیس کمیسیون پادشاهی اردن در امور قدس، عضو مجلس اعیان و عضو فرهنگستان زبان عربی اردن بود.
بخشی یا همهٔ کتابخانهٔ شخصی او از سوی ورثه‌اش به کتابخانهٔ دانشگاه اردن اهدا شد. 

## آثار
- مسئلهٔ فلسطین
- اسناد جنبش‌های فلسطینی
- خاطرات
- از برای اُمّتم
- بدویِ کوهستان و برادری چهل‌ساله